# Бессарабка (Кальміуський район)
Бессара́бка — село Новоазовської міської громади Кальміуського району Донецької області, Україна.

## Загальні відомості
Відстань до райцентру становить близько 19 км і проходить автошляхом Т 0508.
Із серпня 2014 р. перебуває на території, яка тимчасово окупована російськими терористичними військами.

## Населення
За даними перепису 2001 року населення села становило 119 осіб, із них 90,76 % зазначили рідною мову українську, 7,56 % — російську, 0,84 % білоруську та молдовську мови.